# 十里塬镇
十里塬镇，是中华人民共和国陕西省咸陽市淳化县下辖的一个乡镇级行政单位。
2015年，陕西省民政厅批复同意撤销马家镇，并入十里塬镇。

## 行政区划
十里塬镇下辖以下地区：
马家村、辛家村、曹村、马岭村、桥上村、后哇村、李家村、李木庄村、火留村、永丰村、高家村、西坡村、堡子村、强家村、德义村、罗家村、温塘村、十里塬村、中咀村、何家山村、马家山村、肖家村、张家村、蒙家村、沟圈村、宁家村、梁家庄村、北城堡村、上马山村、赵家村、王家村、三里塬村、崔家村和庄子村。